# El monstre a primera plana
 El monstre a primera plana  (Sbatti il mostro in prima pagina) és una pel·lícules dramàtiques italiana de Marco Bellocchio estrenada el 1972. Ha estat doblada al català.

## Argument
En un context polític particularment explosiu, el diari conservador milanès "Il Giornale" anuncia contra vent i marea el seu suport a la patronal. Preparant-se per a unes eleccions que es presenten agitades, la redacció, dirigida pel poc escrupolós Bizanti, posa d'altra banda tot en marxa per orientar l'opinió pública, aprofitant un fosc assumpte de crim sexual per motivar-la. El sinistre succés surt a la llum i Mario Boni, jove militant comunista sospitós de l'homicidi, és de seguida assenyalat com a culpable a primera pàgina per tal de desacreditar els diversos corrents esquerrans. Intrigat per escandaloses anomalies en la manera com és portada la investigació, el jove periodista Roveda, en principi dòcil, acaba desmuntant la vasta maquinació mediàtica en la qual s'han introduït els seus empresaris i descobreix el verdader culpable.

## Repartiment
- Gian Maria Volontè: Bizanti - Director de la redacció de 'Il Giornale'
- Fabio Garriba: Roveda
- Carla Tatò: La dona de Bizanti
- Jacques Herlin: Lauri
- John Steiner: Ingegner Montelli, Propietari de 'Il Giornale'
- Michel Bardinet: Membre de la redacció
- Jean Rougeul: Redactor en Cap
- Corrado Solari: Mario Boni
- Laura Betti: Rita Zigai

## Comentari
En un to realista prop del documental, la pel·lícula denuncia directament tots els engranatges d'una clàssica manipulació mediàtica. Aquest títol s'inscriu a més a més en un corrent políticament compromès (obertament a l'esquerra) de la cinematografia italiana de començaments dels anys 1970. Actor emblemàtic d'aquest corrent, Gian Maria Volontè encarna un personatge d'un cinisme només comparable al que va interpretar a la pel·lícula oscaritzada Investigació sobre un ciutadà (1970) d'Elio Petri.